# .arpa
.arpa — загальний домен верхнього рівня, який використовується виключно для інфраструктури інтернету.
Зараз для цього домену визначені наступні домени другого рівня:
- E164.arpa — для відображення телефонних номерів у DNS (ENUM)
- In-addr.arpa — для зворотних DNS запитів (адреси IPv4)
- Ip6.arpa — для зворотних DNS запитів (адреси IPv6)
- Uri.arpa — для динамічного виявлення адресних схем URI
- Urn.arpa — для динамічного виявлення адресних схем URN